# Bryan Balsiger
Bryan Balsiger (2 de julio de 1997) es un jinete suizo que compite en la modalidad de salto ecuestre.
Ganó una medalla de oro en el Campeonato Europeo de Saltos Ecuestres de 2021, en la prueba por equipos. Participó en los Juegos Olímpicos de Tokio 2020, ocupando el quinto lugar en la misma prueba.

## Palmarés internacional
| Campeonato Europeo | Campeonato Europeo    | Campeonato Europeo | Campeonato Europeo |
| Año                | Lugar                 | Medalla            | Categoría          |
| ------------------ | --------------------- | ------------------ | ------------------ |
| 2021               | Riesenbeck (Alemania) | Medalla de oro     | Por equipos        |